# 安藤謙吉
安藤 謙吉（あんどう けんきち、1950年5月3日 - ）は、岐阜県恵那郡串原村（現在の恵那市）出身の元重量挙げ選手で現在は岐阜県立土岐紅陵高等学校総監督。1976年モントリオールオリンピック重量挙げ男子60kg級銅メダリスト。

## プロフィール
土岐高等学校に入学してから重量挙げを始め、インターハイで1967年と1968年の2連覇達成 。
日本大学に進学し、卒業後は母校の教師となった。
ウエイトリフティング世界選手権では1970年バンタム級銀メダル、1971年フェザー級銀メダル、1976年バンタム級銅メダル、1978年銅メダルと4個のメダルを獲得、アジア大会では1970年バンタム級銀メダル、1974年バンタム級金メダルを獲得している。
1972年のミュンヘンオリンピックにフェザー級で出場したが記録なしに終わった。4年後のモントリオールオリンピックで銅メダルを獲得した。モスクワオリンピック代表にも選出されたがボイコットにより出場できなかった。
国民体育大会ウエイトリフティング競技優勝8回（第24回、第25回、第27回、第29回－第32回、第35回）
全日本ウエイトリフティング選手権大会優勝4回（第34回、第36回－第38回）